# Paul Desmarais
Paul Desmarais (Sudbury, Ontario, 4 de enero de 1927-Sagard, Quebec, 8 de octubre de 2013 ) fue un empresario multimillonario canadiense. Con un valor neto estimado de $ 4,5 mil millones (a marzo de 2011), Desmarais fue clasificado por Forbes como la cuarta persona más rica de Canadá y la 235a en el mundo. En 2008 era considerado como el octavo hombre más rico de Canadá.
Fue, entre 1968 y 1996, el presidente de Power Corporation, empresa canadiense presente en el área de los medios de comunicación, así como en las áreas de la industria papelera y los servicios financieros. En 2007 era considerado el cuarto hombre más rico de Canadá, pero una fuerte depresión económica en 2008 generó una caída del 44% de las acciones de Power Corporation y una reducción de 41% en los beneficios de la compañía.
Fuera de Canadá, Desmarais estaba involucrado en negocios inmobiliarios en Palm Beach y Nueva York, mientras que a nivel político destacó por su oposición al movimiento soberanista de Quebec.

## Vida personal
Desmarais nació en Sudbury, Ontario, hijo del abogado Jean-Noel Desmarais (c. 1897 -?) y de Lebea Laforest (c. 1902 -?). La familia Desmarais es originaria de Quebec y descendiente de Paul Desmarais (1656-1742), un hombre que se mudó en el siglo XVII de Saint-Sauveur, Isla de Francia, Francia a Canadá.